# Adrian Ilie
Adrian Bucurel Ilie (Craiova, 24 aprile 1974) è un dirigente sportivo ed ex calciatore rumeno, di ruolo attaccante e ala. Lavora nel settore degli affari legati al turismo ed al calcio ed è direttore sportivo della Steaua Bucarest.

## Carriera

### Club
Ilie cominciò a giocare a calcio nell'Electroputere Craiova dalla più giovane età. Nel 1991, a 17 anni, debuttò in prima squadra. L'anno dopo, nel 1992, ottenne il suo primo contratto da professionista, affermandosi come uno dei migliori giocatori dell'Electroputere e realizzando 12 gol in 30 match, in una sola stagione.
Nel 1993 l'Electroputere lo cedette alla Steaua Bucarest per 90.000 dollari. Tale somma corrispose a meno di un ventesimo di quella pagata nel 1996 dal Galatasaray per averlo. Dopo sole due stagioni al Galatasaray, in cui non trovò molto spazio, Ilie firmò per il Valencia, dopo che il fratello Sabin lo aveva convinto. Fu un passo importante nella carriera del rumeno, che tornò a giocare con regolarità e a segnare molto. Nella seconda metà della stagione 1997-1998 Ilie giocò 17 match per il Valencia, realizzando 12 gol e mostrando di essere una pedina importante del club spagnolo.
Nel 2000 e nel 2001, a causa di diversi infortuni patiti, Ilie perse gran parte degli incontri. Gli venne rescisso il contratto nel 2002, stesso anno della vittoria nella Primera División: comunque, fu quello il settimo titolo nazionale per Ilie, dopo i quattro con la Steaua e i due con il Galatasaray. Il Deportivo Alavés comprò Ilie per la stagione 2002-2003, ma la retrocessione dei baschi al termine della stagione costrinse Ilie a rescindere il contratto e a tornare in Turchia, richiestissimo da Mircea Lucescu, allenatore del Beşiktaş.
Dopo un solo anno nel Beşiktaş, nel 2005 Ilie firmò per lo Zurigo. Nel 2006, non essendosi ripreso completamente da un infortunio al ginocchio, Adrian Ilie annunciò la decisione di ritirarsi dal calcio.

### Nazionale
A livello internazionale Ilie conta 55 presenze nella Nazionale rumena, accompagnate da 13 gol. Con la maglia della Romania ha preso parte al campionato d'Europa 1996, al campionato del mondo 1998 e al campionato d'Europa 2000.

### Dopo il ritiro
Seguendo il desiderio del suocero, impegnato nel ramo del turismo, Ilie ha investito grandi somme a Poiana Braşov, città in cui ha costruito un hôtel e diverse ville.
Inoltre l'ex attaccante rumeno è proprietario del Forex Braşov, squadra di calcio della Liga II rumena. Il Forex ha preso parte ai play-off promozione al termine della stagione 2005-2006.

## Statistiche

### Presenze e reti nei club
| Stagione               | Squadra                | Campionato             | Campionato | Campionato | Coppe nazionali | Coppe nazionali | Coppe nazionali | Coppe continentali | Coppe continentali | Coppe continentali | Altre coppe | Altre coppe | Altre coppe | Totale | Totale |
| Stagione               | Squadra                | Comp                   | Pres       | Reti       | Comp            | Pres            | Reti            | Comp               | Pres               | Reti               | Comp        | Pres        | Reti        | Pres   | Reti   |
| ---------------------- | ---------------------- | ---------------------- | ---------- | ---------- | --------------- | --------------- | --------------- | ------------------ | ------------------ | ------------------ | ----------- | ----------- | ----------- | ------ | ------ |
| 1991-1991              | Electroputere          | Liga I                 | 1          | 0          | CR              | ?               | ?               | -                  | -                  | -                  | -           | -           | -           | 1+     | 0+     |
| 1992-1993              | Electroputere          | Liga I                 | 30         | 12         | CR              | ?               | ?               | CU                 | 1                  | 0                  | -           | -           | -           | 31+    | 12+    |
| Totale Electroputere   | Totale Electroputere   | Totale Electroputere   | 31         | 12         |                 | ?               | ?               |                    | 1                  | 0                  |             | -           | -           | 32+    | 12+    |
| 1993-1994              | Steaua Bucarest        | Div A                  | 23         | 3          | CR              | ?               | ?               | UCL                | 4                  | 0                  | -           | -           | -           | 27+    | 3+     |
| 1994-1995              | Steaua Bucarest        | Div A                  | 28         | 11         | CR              | ?               | ?               | UCL                | 6                  | 3                  | SR          | 1           | 0           | 35+    | 14+    |
| 1995-1996              | Steaua Bucarest        | Div A                  | 24         | 12         | CR              | ?               | ?               | UCL                | 7                  | 2                  | SR          | 0           | 0           | 31+    | 14+    |
| lug.-nov. 1996         | Steaua Bucarest        | Div A                  | 10         | 1          | CR              | ?               | ?               | UCL                | 4                  | 5                  | -           | -           | -           | 14+    | 6+     |
| Totale Steaua Bucarest | Totale Steaua Bucarest | Totale Steaua Bucarest | 85         | 27         |                 | ?               | ?               |                    | 21                 | 10                 |             | 1           | 0           | 107+   | 37+    |
| nov. 1996-1997         | Galatasaray            | SL                     | 18         | 6          | TK              | 0               | 0               | CdC                | -                  | -                  | ST          | 1           | 0           | 19     | 6      |
| lug.-dic. 1997         | Galatasaray            | SL                     | 12         | 6          | TK              | 0               | 0               | UCL                | 7                  | 5                  | ST          | 0           | 0           | 19     | 11     |
| Totale Galatasaray     | Totale Galatasaray     | Totale Galatasaray     | 30         | 12         |                 | 0               | 0               |                    | 7                  | 5                  |             | 1           | 0           | 38     | 17     |
| 1997-1998              | Valencia               | PD                     | 17         | 12         | CR              | 2               | 0               | -                  | -                  | -                  | -           | -           | -           | 17     | 12     |
| 1998-1999              | Valencia               | PD                     | 24         | 10         | CR              | 4               | 0               | Int+CU             | 1+4                | 0+2                | -           | -           | -           | 33     | 12     |
| 1999-2000              | Valencia               | PD                     | 22         | 5          | CR              | 1               | 0               | UCL                | 12                 | 3                  | SS          | 1           | 0           | 35     | 8      |
| 2000-2001              | Valencia               | PD                     | 10         | 0          | CR              | 1               | 0               | UCL                | 2                  | 0                  | -           | -           | -           | 13     | 0      |
| 2001-2002              | Valencia               | PD                     | 10         | 2          | CR              | 0               | 0               | CU                 | 3                  | 3                  | -           | -           | -           | 13     | 5      |
| Totale Valencia        | Totale Valencia        | Totale Valencia        | 83         | 29         |                 | 8               | 0               |                    | 22                 | 8                  |             | 1           | 0           | 114    | 37     |
| 2002-2003              | Alavés                 | PD                     | 22         | 6          | CR              | 1               | 0               | CU                 | 2                  | 0                  | -           | -           | -           | 25     | 6      |
| 2003-2004              | Beşiktaş               | SL                     | 13         | 6          | TK              | 0               | 0               | CU                 | 2                  | 0                  | -           | -           | -           | 15     | 6      |
| 2004-2005              | Zurigo                 | SL                     | 23         | 7          | CS              | 4               | 4               | -                  | -                  | -                  | -           | -           | -           | 27     | 11     |
| Totale carriera        | Totale carriera        | Totale carriera        | 287        | 99         |                 | 13+             | 4+              |                    | 55                 | 23                 |             | 3           | 0           | 358+   | 126+   |

## Palmarès

### Club
- Campionato rumeno: 3

Steaua Bucarest: 1993-1994, 1994-1995, 1995-1996
- Coppa di Romania: 1

Steaua Bucarest: 1995-1996
- Supercoppa di Romania: 2

Steaua Bucarest: 1994, 1995
- Campionato turco: 2

Galatasaray: 1996-1997, 1997-1998
- Supercoppa di Turchia: 1

Galatasaray: 1997
- Coppa di Spagna: 1

Valencia: 1998-1999
- Supercoppa di Spagna: 1

Valencia: 1999
- Campionato spagnolo: 1

Valencia: 2001-2002
- Coppa Svizzera: 1

Zurigo: 2004-2005

### Individuale
- Calciatore rumeno dell'anno: 1

1998